# Literatura independentista y patriótica
Se denomina literatura independentista y patriótica, a aquellas obras literarias producidas en América Latina desde fines del siglo XVIII hasta mediados del siglo XIX. Esta literatura alimentó los movimientos independentistas de las naciones americanas.
Este movimiento literario se nutrió de La Ilustración nacida en Europa, desarrollándose con voz y matices propios, producto de los contextos y tiempos políticos. Esta literatura tuvo un impacto especial en la emancipación e independencia de las naciones hispanoamericanas. Elementos que influyeron en el crecimiento de esta literatura fueron la idea del hombre libre y el desarrollo del ideario basado en las leyes.
Fue a través de la prensa que se canalizo en gran medida esta corriente literaria. 
La literatura independentista trata temas tales como la promoción de los pueblos libres, plasmando un sentir patriótico que convocaba a los habitantes de las tierras de América, a través del uso de un lenguaje directo.

## Escritores de esta corriente
- Simón Bolívar  - Obras: Manifiesto de Cartagena, Discurso de Angostura
- Camilo Henríquez - Obra:  Proclama de Quirino Lemáchez[2]
- Servando Teresa de Mier - Obra: Cartas de un americano al español
- Andrés Bello - Obra: Alocución a la poesía
- Manuel José de Lavardén - Obra: Oda al Paraná
- José Joaquín Fernández de Lizardi - Obras: El periquillo Sarniento
- José Joaquín de Olmedo - Obras:  La victoria de Junín, canto a Bolívar
- José Julián Martí Pérez - Obra: Versos sencillos[3]